# جون باركلي
جون باركلي (22 يناير 1954 في ألمانيا - ) (بالإنجليزية: John Barclay)‏ هو لاعب كريكت بريطاني. شارك مع منتخب هونغ كونغ للكريكت. أما مع النوادي، فقد لعب مع نادي مقاطعة ساسكس للكركيت ‏ وFree State (cricket team) ‏ ونادي مارليبون للكريكت ‏.